# Пряме застосування
Пряме застосування стосується того факту, що регламенти не потребують імплементаційного законодавства в окремих державах-членах – вони набувають чинності, щойно їх опублікує Європейська комісія.

## Правовий ґрунт
Пряме застосування — концепція конституційного права Європейської Унії, яка стосується конкретно нормативних актів. Пряма застосовність (або характеристика нормативних актів, які мають пряму дію) викладена в статті 288 (колишня стаття 249) Договору про функціонування Європейської Унії (зі змінами, внесеними Лісабонським договором).

## Зв'язок з прямою дією
Пряме застосування часто плутають з доктриною прямої дії. Можливо, ця плутанина пояснюється посиланням на положення договору, яке регулює правила, яке передбачає, що вони, і тільки вони, мають пряме застосування в межах держав-членів. Рання юриспруденція Суду Справедливости припускала, що «пряма дія» була наслідком прямої застосовности, оскільки вважалося, що розробники первісного договору мали на меті, щоб нормативні акти, і лише нормативні акти, мали пряму силу. Однак розширення доктрини прямої дії на директиви та інші заходи послужило розмежуванню між прямою застосовністю та прямою дією. Пряма застосовність тепер означає, що нормативні акти не вимагають внутрішнього застосування – якщо пряма дія була лише наслідком прямої застосовності, тоді цей зв’язок був розірваний низкою справ Суду Справедливости.